# Dicranomyia (Dicranomyia) dilanio
Dicranomyia (Dicranomyia) dilanio is een tweevleugelige uit de familie steltmuggen (Limoniidae). De soort komt voor in het Afrotropisch gebied.